# Élections européennes de 1994 aux Pays-Bas
Aux Pays-Bas, les élections européennes de 1994 se sont déroulées le 9 juin 1994 pour désigner les 31 députés européens néerlandais au Parlement européen, pour la législature 1994-1999.

## Contexte
En novembre 1990, après des années de coopération, le Parti communiste des Pays-Bas, le Parti socialiste pacifiste et le Parti politique des radicaux fusionnèrent et donnèrent naissance à la Gauche verte.
Le Parti politique réformé, la Ligue politique réformée et la Fédération politique réformatrice, reformèrent leur liste commune, inaugurée lors des élections européennes de 1984.

## Mode scrutin
Les députés européens néerlandais furent élus au scrutin proportionnel plurinominal dans une circonscription unique. Les partis politiques avaient la possibilité de former des alliances électorales (lijstverbinding). Les sièges furent répartis entre les partis et alliances électorales ayant dépassé le quota électoral (équivalent au nombre de suffrages exprimés divisés par le nombre de sièges) suivant la méthode d'Hondt. À l'intérieur des alliances électorales, les sièges sont répartis entre les partis membres suivant selon la méthode du plus fort reste.

## Résultats

### Répartition
| Partis                         | Partis                                                                             | Groupe au PE                   | Voix      | %      | +/-   | Sièges | +/- |
| ------------------------------ | ---------------------------------------------------------------------------------- | ------------------------------ | --------- | ------ | ----- | ------ | --- |
|                                | Appel chrétien-démocrate                                                           | PPE                            | 1 271 855 | 30,77  | -3,84 | 10     | =   |
|                                | Parti travailliste                                                                 | PSE                            | 945 869   | 22,88  | -7,82 | 8      | =   |
|                                | Parti populaire libéral et démocrate                                               | ELDR                           | 740 443   | 17,91  | +4,28 | 6      | +3  |
|                                | Démocrates 66                                                                      | ELDR                           | 481 843   | 11,66  | +5,71 | 4      | +3  |
|                                | Parti politique réformé-Ligue politique réformée-Fédération politique réformatrice | EN/I-EN                        | 322 793   | 7,81   | +1,91 | 2      | +1  |
|                                | Gauche verte                                                                       | Verts                          | 154 547   | 3,74   | -3,23 | 1      | -1  |
|                                | Les Verts                                                                          |                                | 97 206    | 2,35   | n/a   | 0      | n/a |
|                                | Parti socialiste                                                                   |                                | 55 311    | 1,34   | +0,68 | 0      | =   |
|                                | Centre démocrate                                                                   |                                | 43 299    | 1,05   | +0,27 | 0      | =   |
|                                | Un avenir meilleur                                                                 |                                | 11 547    | 0,28   | n/a   | 0      | n/a |
|                                | Liste-les verts                                                                    |                                | 8 844     | 0,21   | n/a   | 0      | n/a |
| Total (Participation : 35,7 %) | Total (Participation : 35,7 %)                                                     | Total (Participation : 35,7 %) | 4 133 557 | 100,00 |       | 31     | =   |